# داگ کالینز (بازیکن بسکتبال)
داگ کالینز (انگلیسی: Paul Douglas Collins؛ زاده ۲۸ ژوئیهٔ ۱۹۵۱) یک بازیکن بسکتبال در پست‌های شوتینگ گارد و مهاجم ریزتک اهل ایالات متحده آمریکا است.
از باشگاه‌هایی که در آن بازی کرده‌است می‌توان به فیلادلفیا سونتی‌سیکسرز اشاره کرد.
وی در مسابقات کشوری و بین‌المللی در مجموع برندهٔ ۱ مدال نقره شده‌است.